# Браян Кемп
Браян Портер Кемп (англ. Brian Camp, нар. 2 листопада 1963) — американський бізнесмен і політик, 83-ій губернатор штату Джорджія з 2019 року після суперечливих виборів. Член Республіканської партії, раніше був 27-м державним секретарем Джорджії з 2010 до 2018 року й членом Сенату штату з 2003 до 2007 року. Серед його предків — кілька відомих політиків та рабовласників штату.